# Jean-Joachim Gausserand
Jean-Joachim Gausserand (né le  25 décembre 1749 à Saint-Juéry, mort à Toulouse le 12 février 1820) est un ecclésiastique français, évêque constitutionnel du Tarn de 1791 à 1801.

## Biographie
Jean-Joachim Gausserand nait dans le hameau de Comte dans la paroisse des Avalats dans la canton de Saint-Juéry. Ordonné prêtre à 29 ans, il devient vicaire et reçoit en 1780 un bénéfice ecclésiastique dans le chapitre de chanoines de la cathédrale Sainte-Cécile d'Albi. Promoteur du diocèse, il devient curé de Rivières-en-Albigeois le 25 mai 1788. Le 1er avril 1789, il est élu député du clergé aux États généraux par la 1re sénéchaussée du Languedoc (Toulouse). Il siège ensuite à l'Assemblée constituante jusqu'au 30 septembre 1791 et prête le serment à la Constitution civile du clergé dès le 27 décembre 1790. L'archevêque d'Albi François de Pierre de Bernis ayant refusé le serment constitutionnel, il est réputé démissionnaire et le 15 mars 1791 Gausserand est élu au 3e tour comme évêque constitutionnel du diocèse du Tarn ; sacré à Paris le 3 avril, il fait son entrée à Albi le 1er mai suivant.
Le nouveau prélat se montre modéré : jusqu'en 1793, une quarantaine de curés non assermentés exercent encore dans le diocèse et l'évêque préserve les églises du vandalisme révolutionnaire. Toutefois après la suppression des cultes, il doit se cacher et il ne réapparait qu'en 1795 lors de la réouverture des églises. Il tente alors de reconstruire le clergé constitutionnel, malgré les apostasies et les défections. Il réunit un synode en 1797, avant de participer au Concile de Paris. Après la signature du Concordat de 1801, il est ignoré par Jean-Louis-Simon Rollet, l'évêque concordataire de Montpellier qui annexait son diocèse et qu'il venait accueillir à la porte de la cathédrale d'Albi. Il tente encore d'intervenir dans la gestion du diocèse en 1808 sous son successeur ce qui lui vaut d'être interdit par Mgr Nicolas Marie Fournier de La Contamine. Il meurt à Toulouse le 12 février 1820.